# Hellen Syombua
Hellen Syombua Kalii (* 8. August 1997) ist eine kenianische Leichtathletin, die sich auf den Sprint spezialisiert hat.

## Sportliche Laufbahn
Erste internationale Erfahrungen sammelte Hellen Syombua bei den Jugend-Afrikaspielen 2014 in Gaborone, bei denen sie im 200-Meter-Lauf in 24,77 s die Silbermedaille gewann. Im Jahr darauf gelangte sie bei den Afrikaspielen in Brazzaville über 400 Meter bis in das Halbfinale, in dem sie mit 53,05 s ausschied. Zudem gewann sie dort in 3:35,91 min die Silbermedaille mit der kenianischen 4-mal-400-Meter-Staffel hinter Botswana. 2016 schied sie bei den Afrikameisterschaften in Durban mit 58,29 s in der ersten Runde aus und 2018 gelangte sie bei den Afrikameisterschaften in Asaba über 200 Meter bis in das Halbfinale, in dem sie mit 24,36 s ausschied. Zudem gewann sie mit der Staffel in 3:35,45 min die Silbermedaille hinter Nigeria. Bei den IAAF World Relays 2019 in Yokohama schied sie mit der Frauenstaffel mit 3:31,26 min in der Vorrunde aus, während sie als Teil der gemischten Staffel in 3:19,43 min die Bronzemedaille gewann. Im August nahm sie erneut an den Afrikaspielen in Rabat teil und schied dort über 400 Meter mit 58,83 s in der ersten Runde aus und belegte mit der kenianischen Stafette in 3:32,93 min Rang vier. Über 400 Meter qualifizierte sie sich für die Weltmeisterschaften in Doha, bei denen sie mit 57,07 s in der ersten Runde ausschied. 2021 qualifizierte sie sich über die Weltrangliste über 400 m für die Olympischen Spiele in Tokio, bei denen sie mit 52,70 s in der Vorrunde ausschied. 
2022 gewann sie bei den Afrikameisterschaften in Port Louis in 3:35,55 min gemeinsam mit Veronica Mutua, Jacinter Shikanda und Joan Cherono die Silbermedaille in der 4-mal-400-Meter-Staffel hinter dem südafrikanischen Team.

## Persönliche Bestzeiten
- 200 Meter: 24,27 s (+1,7 m/s), 1. August 2015 in Nairobi
- 400 Meter: 51,09 s, 22. Juni 2019 in Nairobi (kenianischer Rekord)